# رادبويل
رادبويل (بالألمانية: Radebeul) هي بلدة (große Kreisstadt) في وادي إلبه في منطقة مايسن في ولاية سكسونيا، ألمانيا، وهي إحدى ضواحي مدينة دريسدن. تشتهر رادبويل بزراعة العنب، وباحتضانها متحف مخصص للكاتب كارل ماي والسِكاك الضيقة التي تربط رادبويل مع قلعة موريتزبورغ وبلدة رادبورغ. منطقة مايسن التي تضم رادبويل هي من أقصى المناطق في الشمال الشرقي التي تنتج النبيذ.
يطلق عليها أحيانا «نيس ساكسونيا» بسبب مناظرها الطبيعية الخلابة ومناخها المعتدل، الذي يذكر ببلدة نيس في فرنسا.

## التاريخ
ذكرت قرية رادبويل لأول مرة في عام 1349. في عام 1905 ضمت قرية سيركوفيتز المجاورة. في 1 أبريل 1924 أصبحت رادبيول بلدة. وفي ذات الوقت، ضمت قرية كيتشنبرودا المجاورة قرية لينديناو في عام 1920 وناوندورف وزيلشفايغ ونيدرليسنيتز قبل عام 1924 لتصبح بلدة. انضمت كل من فانسدورف وأوبرليسنيتز إلى رادبويل في عام 1934، وفي 1 يناير 1935 اتحدت بلدتي رادبويل وكستشنبرودا تحت اسم رادبويل (اعتبر اسم «كيتشنبرودا» ذو الأصول السلافية غير ألماني بما فيه الكفاية في ذلك الوقت).
في عام 1947 أصبحت رادبويل جزءا من منطقة دريسدن. في عام 1995 حصلت على تصنيف بلدة رئيسية داخل المناطق الريفية (große Kreisstadt)، عندما تم حل المنطقة الريفية من دريسدن (دريسدن-لاند)، فأصبحت رادبويل جزءا من منطقة مايسن.

## النقل
يمكن الوصول إلى البلدة على الخط 4 من القطار الخفيف DVB أو على خط S1 القطار (S-Bahn) الذي لديه أربع محطات في رادبويل (رادبويل-شرق، رادبويل-فاينتراوبه، رادبويل-كستشنبرودا ورادبويل-زيلتزشفايغ) وتستخدم سكة بيرنا-كوزويغ. يتوقف خط قطار 50 الإقليمي السريع (دويتشه بان) في محطة رادبويل-شرق. كما أنها المحطة النهائية لخط رادبويل-رادبورغ والمحطة الأقرب إلى متحف كارك ماي.

## المعالم السياحية الرئيسية

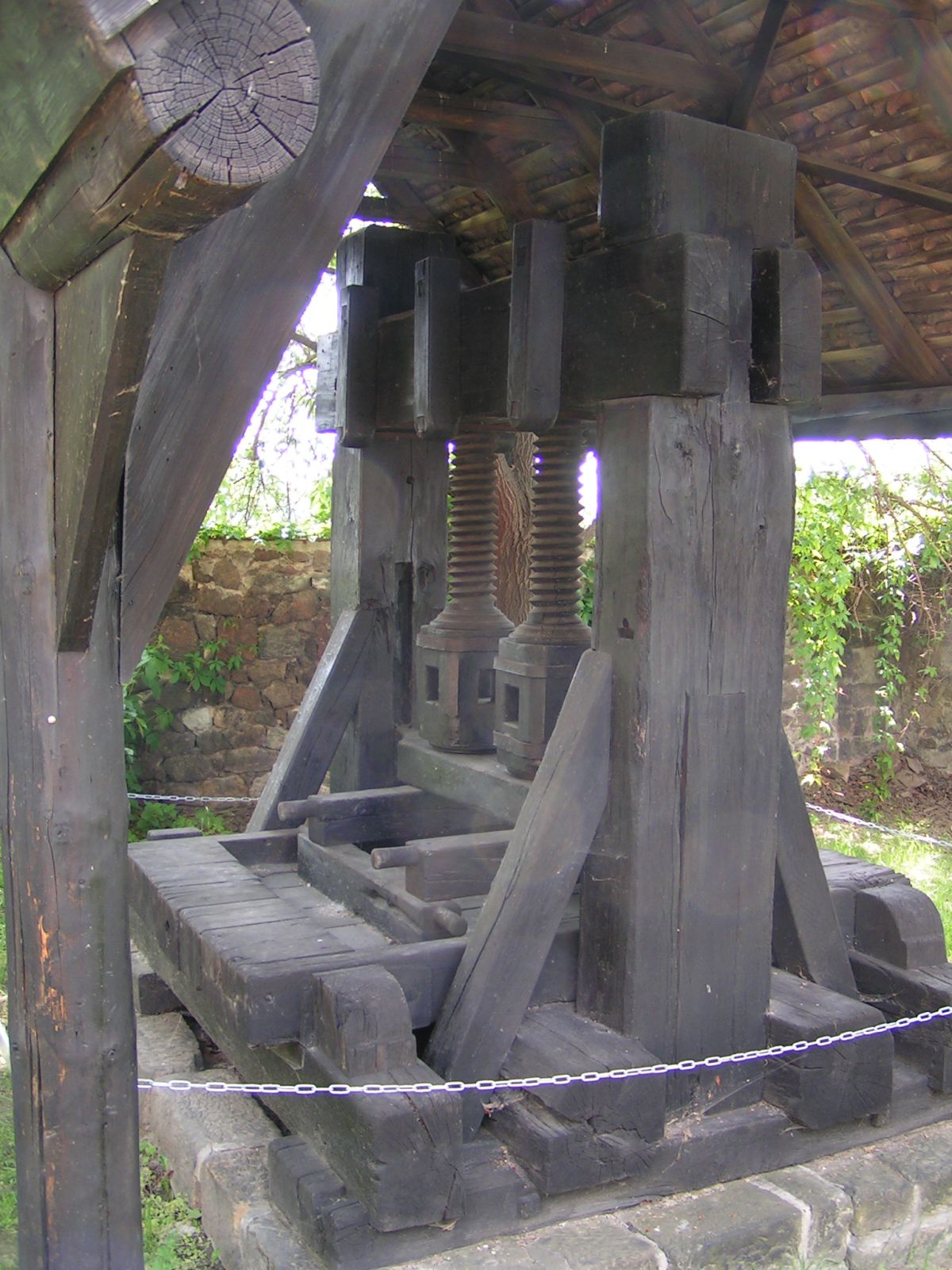
معصرة نبيذ عتيقة في قلعة هوفليسنستس في رادبويل

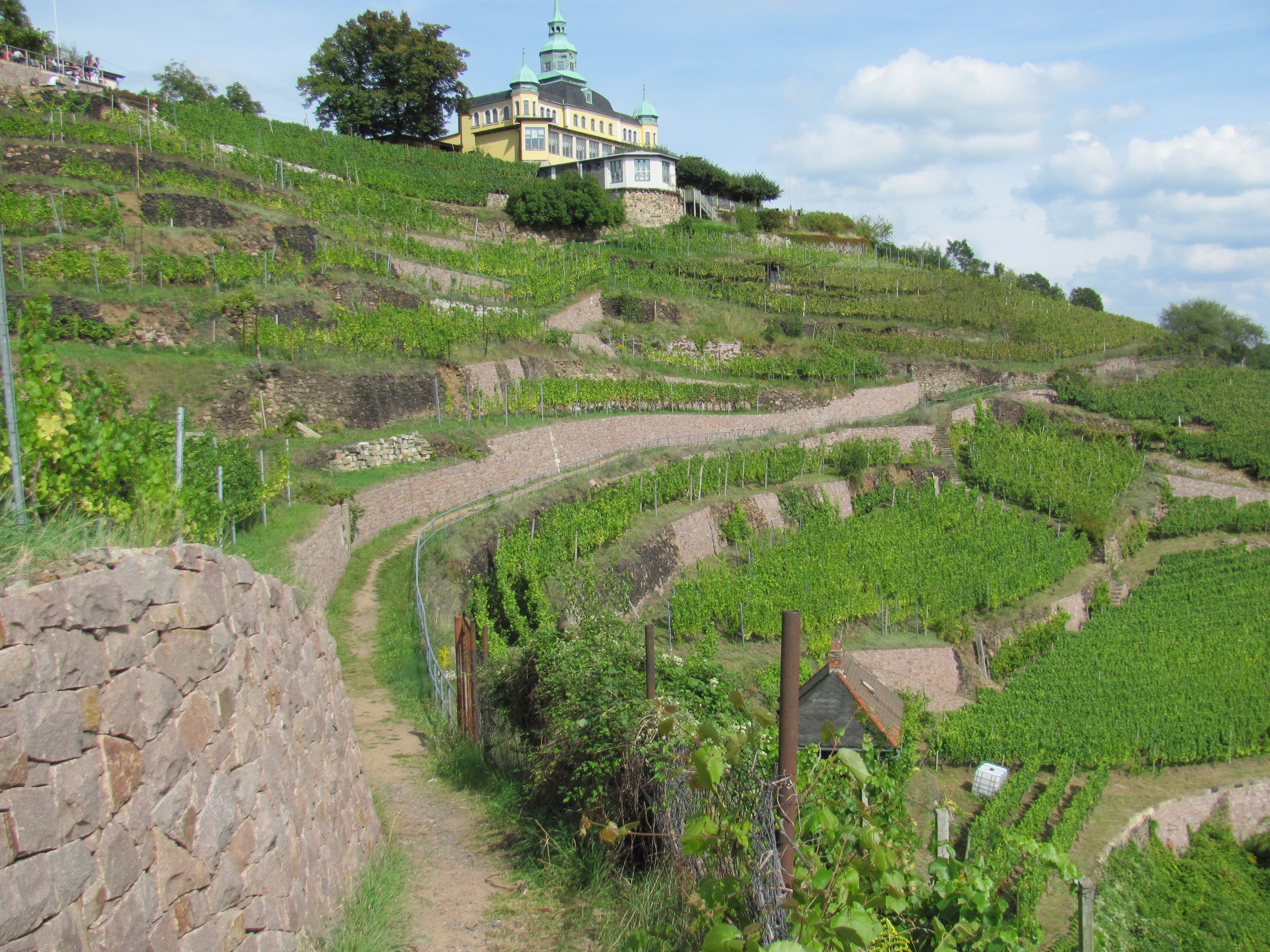
كروم العنب في رادبويل

اشتهرت رادبويل بكرومها منذ عام 1324، وهي تقع على طريق النبيذ في ساكسونيا.

### المسرح
- مسرح لاندسبينين

### المتاحف
- متحف كارل ماي
- غاليري مدينة رادبويل
- متحف هوفليسنيتز لصناعة النبيذ
- مرصد أدولف ديسترفيغ
- السفر عبر الزمن في جمهورية ألمانيا الديمقراطية

### صروح
- متحف كارل ماي (فيلا شاترلاند و فيلا بيرينفيت)
- ضريح كارل ماي
- مصحة بيلتزباد (على اسم فريدريش إدوارد بيلتز 1842-1922)
- بيت زورغينفراي (بلا هموم) بني 1785/1788 عل طراز درسدنر زوبفستيل (بين الروكوكو والكلاسيكية)
- سكة رادبويل-رادبيرغ، السكة الحديدية الضيقة من رادبويل-شرق عبر موريتزبورغ إلى رادبورغ
- برج المياه المميز
- فريدنسبورغ
- برج بسمارك
- شبيتزهاوس
- أدراج شبيتزهاوس
- قصر كرابينبورغ

### مناسبات دورية
- مهرجان كارل ماي السنوي، الذي يعقد في نهاية اسبوع عيد الصعود
- سوق الرسامين السنوي الذي يقام كل خريف ويرتاده العديد من الفنانين المشهورين
- سباق صعود درج شبيتزهاوس - سباق لصعود 397 درجة للوصول إلى مطعم شبيتزهاوس
- ماراثون جبل إفريست المزدوج  - صعود وهبوط درجات شبيتزهاوس 100 مرة - أي ما مجموعه 39,700 درج، وهو ضعف مسافة الماراثون كما يساوي ارتفاع جبل ايفرست (الاشتراك بالسباق فردي أو من فرق مكونة من 3 أو 100)

### مشاهير
- لوثار شميد (1928 - 2013), أستاذ شطرنج كبير

## العلاقات الدولية
رادبويل لديها توأمة مع كل من:
- سييرا فيستا, أريزونا, الولايات المتحدة
- كانانيا, سونورا, المكسيك
- أوبوخيف, أوكرانيا
- زانكت إنغبرت, ألمانيا